# Птичий базар

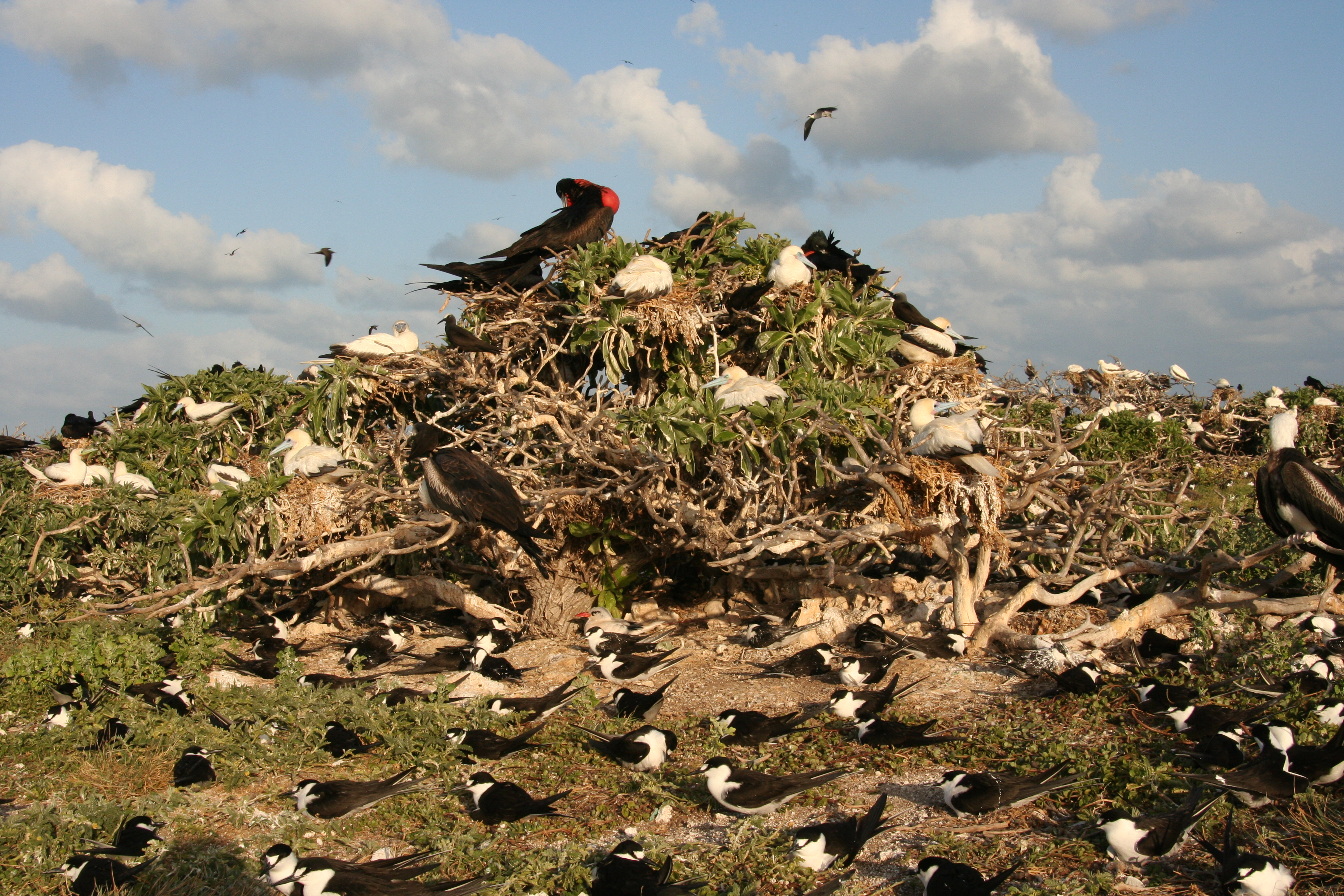
Птичий базар на Гавайских островах

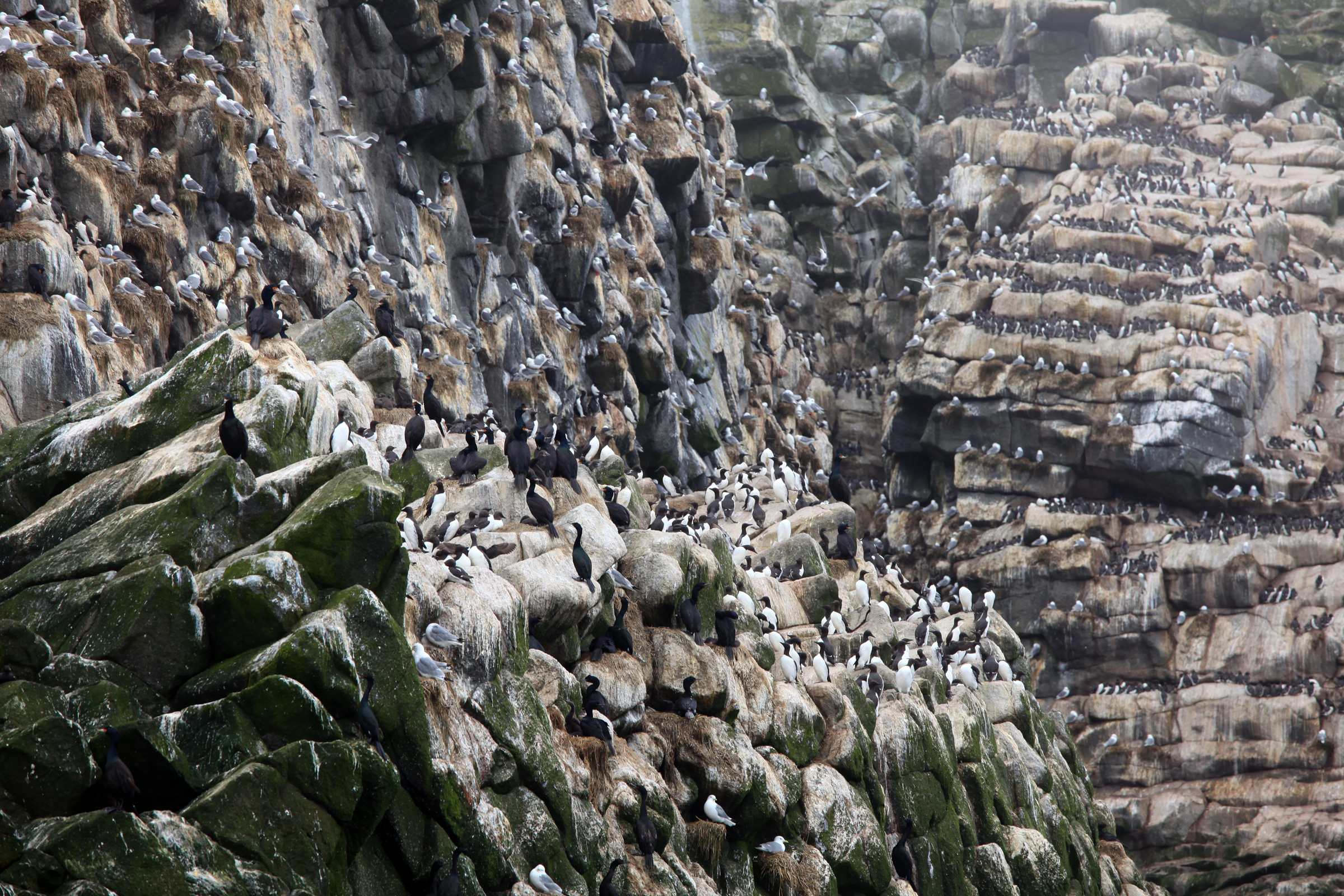
Птичий базар на Командорских островах

Птичий базар — массовые колониальные гнездовья морских птиц: чистиков, чаек, ржанок, трубконосых, бакланов, утиных, олуш, иногда пингвинов. Обычно расположены на скалах, круто обрывающихся к морю. Наиболее известны птичьи базары полярных широт, особенно на необитаемых островах и берегах северных морей. 
Вокруг птичьих базаров образуются ценные скопления продуктов жизнедеятельности птиц, известные в науке под названием гуано. Помимо гуано на птичьих базарах собираются яйца, ведётся охота на съедобных птиц, также представляют ценность пух и перья.
В России птичьи базары широко представлены в северных приполярных широтах, когда в летний период оживают тундра и лесотундра. Известны своими птичьими базарами Таймыр, Кольский полуостров, Земля Франца-Иосифа, Камчатка, Курильские острова, различные мелкие острова.